# Котельський
Котельський (рос. Котельский) — селище у Кінгісеппському районі Ленінградської області Російської Федерації.
Населення становить 1860 осіб. Належить до муніципального утворення Котельське сільське поселення.

## Історія
Згідно із законом від 28 жовтня 2004 року № 81-оз належить до муніципального утворення Котельське сільське поселення.

## Населення
| 1990 | 1997  | 2007  | 2010  | 2017  |
| ---- | ----- | ----- | ----- | ----- |
| 2097 | ↗2720 | ↘2072 | ↘1892 | ↘1860 |